# Sidi Ishaq
Sidi Ishaq (àrab سيدي اسحاق) és una comuna rural de la província d'Essaouira de la regió de Marràqueix-Safi. Segons el cens de 2014 tenia una població total de 9.773 persones.